# Brad Binder
Brad Binder   (Potchefstroom, 11 d'agost de 1995) és un pilot de motociclisme sud-africà que va guanyar el campionat del món de Moto3 de 2016.

## Carrera esportiva

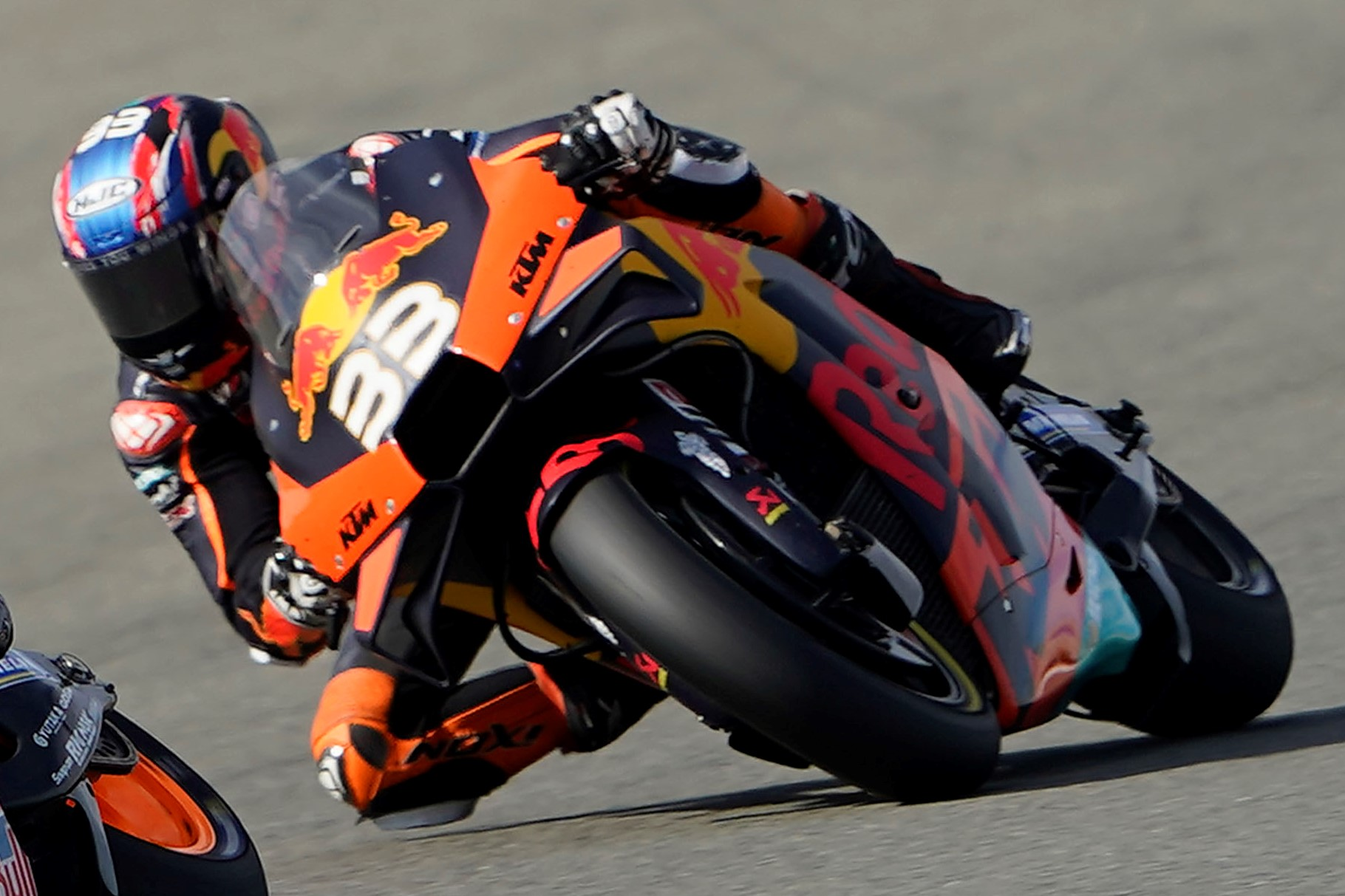
Binder amb la KTM a la cursa de MotoGP de Xest el 2020

Binder va debutar en Gran Premi a la categoria de 125cc el 2011 al GP dels Estats Units, a Indianapolis. Després d'una temporada convincent amb l'equip Red Bull KTM Ajo en Moto3 el 2015, en què fou sisè, el 2016 va començar bé la temporada amb tres podis seguits abans de guanyar el Gran Premi d'Espanya a Jerez, on sortí des de l'última posició a causa d'una sanció rebuda per un ús no conforme de la unitat de control electrònic durant els entrenaments. Binder esdevenia així el primer sud-africà a guanyar un Gran Premi des del 1981, en què Jon Ekerold havia guanyat el GP de les Nacions de 350cc. Després d'aquesta victòria en va empalmar dues més de seguides i aquell any es va proclamar campió del món de Moto3 al Gran Premi de l'Aragó, a manca de quatre proves per a acabar la temporada.
La temporada del 2017, ja a Moto2 amb el mateix equip Red Bull KTM Ajo, va tenir un començament difícil en fracturar-se la tíbia en una caiguda al Gran Premi de l'Argentina, cosa que li va fer perdre's tres Grans Premis. El 2018 va anar millor i aconseguí tres victòries i el tercer lloc final al campionat.
La temporada del 2019 va millorar en acabar subcampió del món per darrere d'Àlex Márquez. A l'octubre d'aquell any, l'equip oficial de fàbrica Red Bull KTM va anunciar la seva voluntat de fitxar Brad Binder per a ocupar la vacant deixada per Johann Zarco al seu equip de MotoGP.
La temporada del 2020, marcada per la pandèmia de COVID-19, començà al juliol amb dues curses a Jerez, on Binder oferí dues actuacions fluixes (tretzè i retirada). A la tercera prova, el Gran Premi de la República Txeca de Brno, va començar anant setè i va fer una remuntada espectacular que el va dur a la seva primera victòria a la categoria reina en tot just la seva tercera cursa a la categoria. Aquella fou també la primera victòria de KTM a MotoGP. Binder acabà el campionat en onzena posició final.
El 2021 tornà a obtenir una victòria en MotoGP, aquest cop al Gran Premi d'Àustria, i acabà el campionat en la sisena posició final, un resultat que repetí el 2022. El 2023, després d'obtenir cinc podis, acabà el campionat en quarta posició.

## Resultats al Mundial de motociclisme
Barem de puntuació de 1993 ençà:
| Posició | 1  | 2  | 3  | 4  | 5  | 6  | 7 | 8 | 9 | 10                | 11                | 12                | 13                | 14                | 15                |                   |
| Cursa   | 25 | 20 | 16 | 13 | 11 | 10 | 9 | 8 | 7 | 6                 | 5                 | 4                 | 3                 | 2                 | 1                 |                   |
| Sprint  | 12 | 9  | 7  | 6  | 5  | 4  | 3 | 2 | 1 | [ Nota Sprint 1 ] | [ Nota Sprint 1 ] | [ Nota Sprint 1 ] | [ Nota Sprint 1 ] | [ Nota Sprint 1 ] | [ Nota Sprint 1 ] | [ Nota Sprint 1 ] |

1. ↑  La cursa Sprint per a la categoria MotoGP va ser introduïda la temporada del 2023

(Ids. Grans Premis | Llegenda) (Curses en negreta indiquen pole; curses en  itàlica indiquen volta ràpida; les posicions en superíndex són les de la cursa Sprint)
| Any  | Categoria | Moto        | 1       | 2       | 3       | 4       | 5       | 6      | 7        | 8       | 9       | 10       | 11       | 12      | 13     | 14       | 15      | 16      | 17      | 18       | 19       | 20     | Pos | Pts |
| ---- | --------- | ----------- | ------- | ------- | ------- | ------- | ------- | ------ | -------- | ------- | ------- | -------- | -------- | ------- | ------ | -------- | ------- | ------- | ------- | -------- | -------- | ------ | --- | --- |
| 2011 | 125cc     | Aprilia     | QAT     | ESP     | POR     | FRA     | CAT     | GBR    | NED      | ITA     | GER     | CZE      | INP 17   | SM      | ARA    | JPN 20   | AUS 21  | MAL Ret | VAL Ret |          |          |        | NC  | 0   |
| 2012 | Moto3     | Kalex KTM   | QAT Ret | ESP Ret | POR 11  | FRA Ret | CAT Ret | GBR 17 | NED 20   | GER Ret | ITA 24  | INP Ret  | CZE 20   | SM 16   | ARA 16 | JPN Ret  | MAL 12  | AUS 14  | VAL 4   |          |          |        | 21è | 24  |
| 2013 | Moto3     | Suter Honda | QAT 12  | AME 9   | ESP 4   | FRA 8   | ITA 14  | CAT 12 | NED 15   | GER 9   | INP Ret | CZE Ret  | GBR Ret  |         |        |          |         |         |         |          |          |        | 13è | 66  |
| 2013 | Moto3     | Mahindra    |         |         |         |         |         |        |          |         |         |          |          | SM 18   | ARA 12 | MAL 11   | AUS 15  | JPN 10  | VAL 12  |          |          |        | 13è | 66  |
| 2014 | Moto3     | Mahindra    | QAT 15  | AME Ret | ARG 14  | ESP Ret | FRA 14  | ITA 9  | CAT 6    | NED 9   | GER 2   | INP 9    | CZE 6    | GBR 15  | SM 6   | ARA 8    | JPN 3   | AUS 15  | MAL Ret | VAL 9    |          |        | 11è | 109 |
| 2015 | Moto3     | KTM         | QAT 10  | AME 5   | ARG 5   | ESP 3   | FRA Ret | ITA 10 | CAT 9    | NED 7   | GER 7   | INP 8    | CZE 3    | GBR Ret | SM 5   | ARA Ret  | JPN 17  | AUS 3   | MAL 2   | VAL 4    |          |        | 6è  | 159 |
| 2016 | Moto3     | KTM         | QAT 2   | ARG 3   | AME 3   | ESP 1   | FRA 1   | ITA 1  | CAT 2    | NED 12  | GER 8   | AUT 2    | CZE Ret  | GBR 1   | SM 1   | ARA 2    | JPN 2   | AUS 1   | MAL 17  | VAL 1    |          |        | 1r  | 319 |
| 2017 | Moto2     | KTM         | QAT 20  | ARG 9   | AME     | ESP     | FRA     | ITA 10 | CAT 17   | NED 13  | GER 7   | CZE 12   | AUT 7    | GBR 9   | SM 4   | ARA 5    | JPN Ret | AUS 2   | MAL 2   | VAL 3    |          |        | 8è  | 125 |
| 2018 | Moto2     | KTM         | QAT 6   | ARG Ret | AME 6   | ESP 6   | FRA 9   | ITA 6  | CAT 6    | NED 7   | GER 1   | CZE 6    | AUT 6    | GBR C   | SM 8   | ARA 1    | THA 4   | JPN 5   | AUS 1   | MAL 8    | VAL Ret  |        | 3r  | 201 |
| 2019 | Moto2     | KTM         | QAT 12  | ARG 6   | AME Ret | ESP 5   | FRA 4   | ITA 15 | CAT 11   | NED 2   | GER 2   | CZE Ret  | AUT 1    | GBR 3   | SM 6   | ARA 1    | THA 2   | JPN 12  | AUS 1   | MAL 1    | VAL 1    |        | 2n  | 259 |
| 2020 | MotoGP    | KTM         | ESP 13  | ANC Ret | CZE 1   | AUT 4   | STY 8   | SM 12  | EMI Ret  | CAT 11  | FRA 12  | ARA 11   | TER Ret  | EUR 7   | VAL 5  | POR Ret  |         |         |         |          |          |        | 11è | 87  |
| 2021 | MotoGP    | KTM         | QAT 14  | DOH 8   | POR 5   | ESP Ret | FRA 13  | ITA 5  | CAT 8    | GER 4   | NED 12  | STY 4    | AUT 1    | GBR 6   | ARA 7  | SM 9     | AME 9   | EMI 11  | ALR 10  | VAL 7    |          |        | 6è  | 151 |
| 2022 | MotoGP    | KTM         | QAT 2   | INA 8   | ARG 6   | AME 12  | POR Ret | ESP 10 | FRA 8    | ITA 7   | CAT 8   | GER 7    | NED 5    | GBR 11  | AUT 7  | SM 8     | ARA 4   | JPN 2   | THA 10  | AUS 10   | MAL 8    | VAL 2  | 6è  | 188 |
| 2023 | MotoGP    | KTM         | POR 6   | ARG 171 | AME 135 | ESP 21  | FRA 62  | ITA 5  | GER Ret6 | NED 45  | GBR 39  | AUT 2    | CAT Ret4 | SM 145  | IND 4  | JPN Ret2 | INA 6   | AUS 4   | THA 32  | MAL Ret5 | QAT 57   | VAL 32 | 4t  | 293 |
| 2024 | MotoGP    | KTM         | QAT 2   | POR 4   | AME 9   | ESP 6   | FRA 8   | CAT 8  | ITA 106  | NED 6   | GER 98  | GBR Ret4 | AUT 57   | ARA 46  | SM 47  | EMI 196  | INA 8   | JPN 6   | AUS 7   | THA 69   | MAL DNS7 | SLD 69 | 5è  | 217 |